# Mobile Suit Gundam: Iron-Blooded Orphans
Mobile Suit Gundam: Iron-Blooded Orphans (機動戦士ガンダム 鉄血のオルフェンズ, Kidō Senshi Gandamu Tekketsu no Orufenzu), également nommée G-Tekketsu (Gの鉄血), est une série télévisée d'animation japonaise du genre science-fiction au gimmique "mecha" de la licence Gundam de Sunrise. Sa production est supervisée par Tatsuyuki Nagai et le scénario de Mari Okada, les deux ayant déjà travaillé ensemble sur des séries telles que Toradora! et Ano hi mita hana no namae o bokutachi wa mada shiranai. La série est diffusée depuis le 4 octobre 2015 sur la chaîne MBS au Japon et en simulcast sur Wakanim et Crunchyroll dans les pays francophones.
Le slogan de la série est "L'essence de la vie est sur le champ de bataille" (いのちの糧は、戦場にある。, Inochi no kate wa, senjō ni aru).

## Synopsis
L'histoire se place en l'an 323 « Post Disaster » (323PD), soit un peu plus de 300 ans après un grand conflit — connu sous le nom de « Guerre des Calamités » — et opposant la Terre et les colonies spatiales de la sphère extérieure à la Terre, dont Mars qui fut terraformé et colonisé avec succès par les humains. La Terre est désormais gouvernée par quatre blocs économiques : l'Union Africaine, la Fédération d'Océanie, SAU (Strategic Alliance Union) et Arbrau, et sa sécurité est assurée par une organisation militaire, le Gjallarhorn, qui est chargée de maintenir la paix. Mars a quant à elle été divisée en régions réparties et placées sous le contrôle économique des quatre blocs terriens. Si depuis, la plupart des quatre blocs économiques ont cédé de l'autonomie à leur territoire martien, l'économie de Mars reste très fortement dépendante de celle de la Terre, ce qui entraîne l'extrême pauvreté et la misère pour la très grande majorité des habitants de la planète rouge.

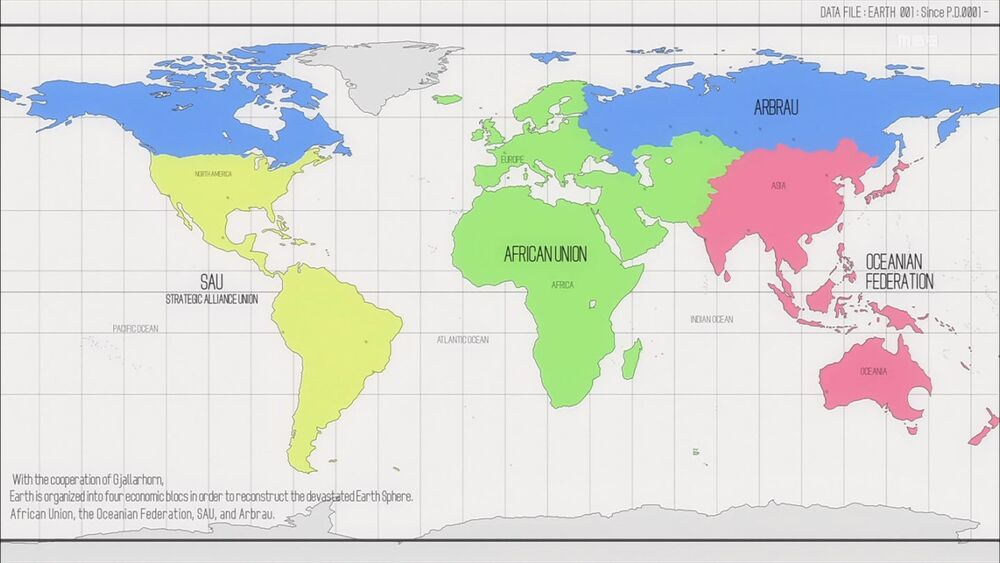
Les quatre blocs économiques Post Disaster sont représentés. En bleu : Arbrau, en vert : l'Union Africaine, en rouge : la Fédération d'Océanie, et en jaune : SAU (Stratégic Alliance Union).

Kudelia Aina Bernstein une jeune fille issue de la noblesse martienne affectée par la misère de ses concitoyens — et surnommée la petite fille de la Révolution depuis sa prise position pour l'indépendance économique de sa planète lors d'un discours à « l'assemblée de Juillet de Noachis » en 314PD — souhaite parlementer avec les blocs économiques terrestres afin de négocier l'indépendance de sa nation, Chryse.
Pour plaider sa cause, Kudelia doit se rendre sur Terre, et choisit pour cela d'employer une compagnie de sécurité civile, la CGS (Chryse Guard Security) pour l'escorter. La troisième division de cette organisation, composée d'enfants et d'adolescents soldats dont Orga Itsuka et Mikazuki Augus sont chargés de la protéger. Lorsque le Gjallarhorn attaque les installations de la CGS pour assassiner le jeune révolutionnaire qui menace leurs intérêts et pour taire le mouvement d'indépendance martien ; Orga et ses camarades se retrouvent en situation délicate, alors que la plupart des adultes de la compagnie ont préféré la fuite. Ressortant une relique de la Guerre des Calamités, le Gundam Frame Barbatos — alimenté par un réacteur Ahab (sorte de réacteur nucléaire) — la troisième division réussie l'impossible et repousse le Gjallahorn. C'est alors que la troisième division se rebelle et prend la tête de la CGS. Orga prend alors le commandement de l'organisation qui est renommée Tekkadan et accepte de mener à bien la mission d'escorte de Kudelia...
La suite de la première saison de l'animé retrace le parcours du Tekkadan pour escorter Kudelia sur Terre et mener à bien les négociations, tout en se retrouvant face aux forces militaires du Gjallahorn bien décider à stopper les tentatives d'indépendances martienne. Lors de la deuxième saison, on retrouve nos héros deux ans plus tard, le Tekkadan et ses membres ont bien grandi, hélas, les conséquences des situations provoquées par leurs actes pour en arriver là, vont les entraîner dans de nouveaux combats bien plus ardus.

## Personnages

### Tekkadan
Tekkadan (鉄華団, « Fleur de Fer ») est un groupe de mercenaires formé par les membres restants de la CGS dont le contrôle est pris par la division Third Party à la suite de l’expulsion de la Division 1. Leur but est la protection et l'escorte de Kudelia Aina Bernstein à une réunion secrète de négociation avec le gouvernement Terrien.
Mikazuki Augus (三日月・オーガス, Mikazuki Ōgasu)
Voix japonaise : Kengo Kawanishi, Ayaka Suwa (enfant)
Un orphelin enfant soldat travaillant pour la Division Third Party de la CGS. Il est le principal pilote du ASW-G-08 Gundam Barbatos.
Aussi connu sous le surnom « Mika », il est ami d'enfance avec Orga, prêt à sacrifier leurs vies l'un pour l'autre ou leurs camarades.
Bien qu'un peu associable et non intéressé par les filles, il excelle au pilotage et au combat et se concentre uniquement à l'amélioration de ses capacités tout en protégeant ses amis.
Comme tous les autres enfants du Third Party il lui a été implanté une interface homme-machine appelée « Whiskers » (alaya-vijnana dans la série) dans son dos pour améliorer sa perception et son temps de réaction pour quand il pilote une unité de combat, cette opération risquée ayant un taux de réussite de 60%, ceux ne la supportant pas meurent ou se retrouvent paralysés.
Il a survécu à la pose de 3 de ces implants faisant de lui le pilote idéal pour le Gundam Barbatos. Comme la plupart de ses camarades Mikazuki est illettré.
Orga Itsuka (オルガ・イツカ, Oruga Itsuka)
Voix japonaise : Yoshimasa Hosoya
Chef de Tekkadan et précédemment chef du Third Party de la CGS.
Il est un soldat avec de grands talents de commandant. Il prend soin de ses camarades et plus particulièrement de son ami Mikazuki.
En ayant marre des mauvais traitements qui sont infligés à lui et ses camarades par les membres de la première division, Orga prend la tête d'une mutinerie menant à l'expulsion de la majorité de la première division. Il renomme la société "Tekkadan" et promet de continuer la mission qui lui fut confié d'escorter Kudelia Aina Bernstein sur Terre.
Biscuit Griffon (ビスケット・グリフォン, Bisuketto Gurifon)
Voix japonaise : Natsuki Hanae
Informateur et aussi stratège du Third Party.
Biscuit a rejoint la CGS pour soutenir les besoins financiers de sa famille, il est un loyal officier d'Orga. Contrairement à la plupart des membres du Third Party il n'est pas illettré et adore lire.
Biscuit sert aussi d'agent de liaison entre la CGS et les civils, il est aussi le plus sociable de ses camarades.
Eugene Seven Stark (ユージン・セブンスターク, Yūjin Sebunstāku)
Voix japonaise : Yūichirō Umehara
Il fut le chef du Third Party de la CGS avant que Orga en prenne la tête, à cause de cela Eugene et Orga sont souvent en désaccord.
Norba Shino (ノルバ・シノ, Noruba Shino)
Voix japonaise : Taishi Murata
Un grand mais joyeux officier du Third Army de la CGS qui est spécialisé au combat au corps à corps.
Akihiro Altland (昭弘・アルトランド, Akihiro Arutorando)
Voix japonaise : Yasuaki Takumi
Chef des "Déchets Humains" (ヒューマンデブリ Hyūman Deburi?),
Des garçons modifiés conscrits par la CGS (dans laquelle les enfants y vont généralement pour manger à leur faim). Il est le second meilleur pilote après Mikazuki et a d'implanté en lui 2 interfaces homme-machine "Whisker". Sévère et froid pour la plupart, il prend souvent l'initiative dans des missions dangereuses. Bien que lui et son groupe sont techniquement "libérés" par Orga après la mutinerie de Tekkadan, les "débris humains" restent avec le groupe car il serait presque impossible d'obtenir des emplois réguliers.
Dante Mogro (ダンテ・モグロ, Dante Moguro)
Voix japonaise : Daiki Hamano
Un membre des "Déchets Humains" de la CGS.
Chad Chadan (チャド・チャダーン, Chado Chadān)
Voix japonaise : Haruki Ishiya
Un membre des "Déchets Humains" de la CGS.
Takaki Uno (タカキ・ウノ)
Voix japonaise : Kōhei Amasaki
Un garçon faisant partie de la CGS ayant le rôle de distributeur du courrier et de messager. Il admire Mikazuki.
Ride Mass (ライド・マッス, Raido Massu)
Voix japonaise : Mutsumi Tamura
Un garçon grand bavard de la CGS prenant soin de ses amis.
Yamagi Gilmerton (ヤマギ・ギルマトン, Yamagi Girumaton)
Voix japonaise : Sōma Saitō
Un garçon faisant partie de la CGS spécialisé dans la maintenance des équipements militaires.
Nady Yukinojo Kassapa (ナディ・雪之丞・カッサパ, Nadi Yukinojō Kassapa)
Voix japonaise : Atsushi Ono
Un mécanicien de la CGS qui se fait appeler "le vieux" par les orphelins.
Dexter Culastor (デクスター・キュラスター, Dekusutā Kyurasutā)
Il est le comptable de la CGS.
Il est épargné lors de la mutinerie du Third Party de sorte qu'il puisse payer les indemnités de départ aux membres de la première division qui choisissent de quitter la CGS.
Grâce aux calculs de Dexter, Orga et son équipe découvrent que Maruba a pris la majorité des économies de la base quand il a déserté lors de l'attaque Gjallarhorn, laissant le Third Party avec seulement trois mois de soutien financier.
Todo Mirconen (トド・ミルコネン, Todo Mirukonen)
Voix japonaise : Yutaka Aoyama
Un officier de haut rang de la CGS dans le commandement des "débris humains". Au cours de la mutinerie du Third Party, il décide de rejoindre les jeunes pour des raisons inconnues. Alors qu'il donne des conseils à Orga, Todo semble avoir son propre ordre du jour contre les membres de Tekkadan.

### Chryse Guard Security (CGS)
Chryse Guard Security (クリュセ・ガード・セキュリティ, Kuryuse Gādo Sekyuriti) est une société de mercenaire basée dans la périphérie de Chryse.
Maruba Arkay (マルバ・アーケイ, Maruba Ākei)
Voix japonaise : Katsuhisa Hōki
Il est le président de la CGS. C'est un homme vaniteux qui s'enfuit en laissant se faire tuer ses hommes lors de l'attaque de la CGS par Gjallarhorn, emportant dans sa fuite la majorité de l'argent de la société ne lui laissant des fonds que pour trois mois.
Haeda Gunnel (ハエダ・グンネル, Haeda Gunneru)
Voix japonaise : Taro Yamaguchi
Il est le commandant de la première division de la CGS. Durant la mutinerie du Third Party, il est abattu d'une balle dans la tête par Mikazuki pour son incompétence et s'être enfui lors de l'assaut de Gjallarhorn sur la base de la CGS.
Sasai Yankus (ササイ・ヤンカス, Sasai Yankas)
Voix japonaise : Masashi Nogawa
Il est membre de la première division de la CGS. Il est abattu par Mikazuki pour avoir défié Orga pendant de la mutinerie du Third Party sur la base CGS.
Danji Eirei (ダンジ・エイレイ)
Voix japonaise : Daiki Yamashita
Un des plus jeunes membres des "débris humains". Il est tué pendant l'assaut de Gjallarhorn sur la base de la CGS.

### Région authonome de Chryse
Chryse est une ville martienne qui a longtemps été régie par Arbrau, l'une des quatre grandes puissances de la Terre. Sa population exige son indépendance du pouvoir corrompu et arbitraire de la Terre.
Kudelia Aina Bernstein (クーデリア・藍那・バーンスタイン, Kūderia Aina Bānsutain)
Voix japonaise : Yuka Terasaki
C'est une jeune aristocrate recherchant l'indépendance de la Terre pour la ville martienne de Chryse. Elle avait auparavant appelé à un rassemblement, connu sous le nom de "l'Assemblée de Juillet du Noachis" qui a déclenché le mouvement d'indépendance de Mars. Kudelia demande l'aide de la CGS pour l'escorter jusqu'à la Terre, elle pourra alors observer directement la réalité de la situation de Mars et les horreurs de la bataille quand Gjallarhorn attaque du siège de la CGS dans une tentative de l'assassiner. Kudelia tente souvent de sympathiser avec les garçons, en particulier Mikazuki Tekkadan, mais est souvent froidement repoussée car l'on perçoit ses actions comme de la condescendance. L'ambiance se réchauffe un peu après qu'elle leur fournit le financement de leurs activités.
Atra Mixta (アトラ・ミクスタ, Atora Mikusuta)
Voix japonaise : Hisako Kanemoto
C'est une employée timide d'une épicerie de Chryse ayant le béguin pour Mikazuki. Elle devient jalouse de Kudelia quand la relation de celle-ci avec Mikazuki devient plus profonde.
Fumitan Admoss (フミタン・アドモス, Fumitan Adomosu)
Voix japonaise : Yumi Uchiyama
La loyale servante de Kudelia.
Cookie Griffon (クッキー・グリフォン, Kukkī Gurifon) et Cracker Griffon (クラッカー・グリフォン, Kurakkā Gurifon)
Voix japonaise : Yuki Kuwahara (Cookie), Sayaka Senbongi (Cracker)
Ce sont les jeunes sœurs jumelles de Biscuit, elles vivent chez leur grand-mère à qui appartient une ferme et des champs de maïs servant à fabriquer du biocarburant bon marché.
Norman Bernstein (ノーマン・バーンスタイン, Nōman Bānsutain)
Voix japonaise : Hiroyuki Kinoshita
Il est le père de Kudelia et le premier ministre de Chryse. C'est un homme politique ayant peu de courage qui cède facilement sous la pression du gouvernement terrien, il finit par divulguer la localisation de sa fille aux forces de Gjallarhorn.
Tomomi Bernstein (朋巳・バーンスタイン, Tomomi Bānsutain)
Voix japonaise : Misa Watanabe
C'est la mère de Kudelia.
Sakura Breschel (桜・プレッツェル, Sakura Buressheru)
Voix japonaise : Reiko Suzuki
Grand-mère de Biscuit, à qui appartient une ferme et des champs de maïs dans la périphérie de Chryse.

### Gjallarhorn
Gjallarhorn (ギャラルホロン, Gyararuhoron) est un groupe armé formé par les groupes nationaux de la terre après "la Guerre des Calamités". Cette organisation maintient la paix par la violence.
McGillis Fareed (マクギリス・ファリド, Makugirisu Farido)
Voix japonaise : Takahiro Sakurai
C'est un jeune officier de Gjallarhorn envoyé inspecter le QG de la section martienne de Gjallarhorn. Il pilote une version customisée du EB-05S Schwalbe Graze. Contrairement à son partenaire décontracté Gaelio, McGillis a une attitude des plus sérieuses et hautement professionnelle.
Il fait rapidement arrêter Coral Conrad pour avoir tenté de le baratiner et finalement essayer de le corrompre pendant l'inspection.
Gaelio Bauduin (ガエリオ・ボードウィン, Gaerio Bōdouin)
Voix japonaise : Masaya Matsukaze
C'est un officier de Gjallarhorn qui escorte McGillis, il pilote une version modifiée du EB-05S Schwalbe Graze. Il a une sœur de 9 ans fiancée à McGillis avec laquelle il devra se marier quand elle sera en âge de le faire.
Coral Conrad (コーラル・コンラッド, Kōraru Konraddo)
Voix japonaise : Hiroshi Yanaka
Il est le commandant de la branche martienne de Gjallarhorn.
Ein Dalton (アイン・ダルトン, Ain Daruton)
Voix japonaise : Yuuma Uchida
Il est un jeune pilote débutant de Mobile Suit de Gjallarhorn.
Crank Zent (クランク・ゼント, Kuranku Zento)
Voix japonaise : Yasuhiro Mamiya
Il est un pilote de Mobile Suit vétéran de Gjallarhorn. Durant l'assaut sur la base de la CGS, Crank est choqué de découvrir que lui et ses troupes se battent contre des enfants. Après avoir reçu l'ordre de supprimer toute trace de la défaite de Gjallerhorn face à la CGS, il défie les ordres et défie en duel le Gundam Barbatos. Après avoir perdu le duel et être mortellement blessé, il demande à Mikazuki de l'achever, ce qu'il fera sans broncher.
Orlis Stenja (オーリス・ステンジャ, Ōrisu Sutenja)
Voix japonaise : Ryuichi Kijima
Il est chef d'un groupe d'assaut de Mobile Suit de Gjallarhorn.
Durant la bataille menée par Gjallarhorn sur la base de la CGS, Orlis reporte la réalisation de leur objectif pour traquer plusieurs Mobile Workers de la CGS pour le sport avant de se faire heurter par la masse brandie du Gundam Barbatos qui apparaît soudainement, le tuant instantanément.

### Teiwaz
Teiwaz est une organisation de transport qui fait la liaison avec Jupiter, mais en réalité leurs pratiques tiennent plutôt d’une association mafieuse.
Ces premiers membres sont présentés dans l'épisode 7.
Naze Turbine (名瀬・タービン)
Voix japonaise : Kōsuke Toriumi
Il dirige le vaisseau « Turbine » pour l’organisation Teiwaz qui œuvre dans la zone de Jupiter.
Amida Arca (アミダ・アルカ)
Voix japonaise : Atsuko Tanaka
Épouse de Naze Turbine. Elle pilote aussi un Hyakuren modifié.
Lafter Frankland (ラフタ・フランクランド)
Voix japonaise : Yoko Hikasa
Une jeune femme à la personnalité joyeuse qui pilote un Hyakuri type Haute mobilité.
Azee Gurumin (ラフタ・フランクランド)
Voix japonaise : Sachi Kokuryu
Fait partie de la faction de Turbine, pilote un Hyakuren.

### Autres personnages
Nobliss Gordon (ノブリス・ゴルドン, Noburisu Gorudon)
Voix japonaise : Katsumi Chō
Un homme riche sponsor de Kudelia dans son mouvement d'indépendance. Il fournit à Tekkadan le financement opérationnel pour entreprendre la mission d'escorte sur la Terre de Kudelia.

## Mecha

### Mobile Suits de type Gundam
Tous les Gundams sont nommés d'après les ducs de l'enfer, avec leurs numéros de modèles correspondant à la hiérarchie des démons dans Ars Goetia.
ASW-G-08 Gundam Barbatos (ガンダム・バルバトス, Gandamu Barubatosu)
Le Gundam Barbatos est un vestige de la « Guerre des Calamités », ce Gundam est un mobile suit incomplet utilisé comme une source d'énergie à Chryse. Il fait partie des 72 Mobile Suits de type Gundam produits durant la « Guerre des Calamités » il y a 300 ans. Il est équipé avec 2 Réacteurs Ahab, qui génèrent des particules Ahab, donnant au Mobile Suit une grande puissance énergétique. Malheureusement, après des années sans maintenance, l'armure et ses performances se sont dégradées laissant une part importante de la structure exposée.
Tekkadan l'améliorera constamment avec les pièces et armements pris sur les unités vaincues tel qu'une armure dorsale prise sur un Graze capturé pour compenser les lacunes de l'unité.
De tous les Mobile Suit de type Gundam, il est le plus équilibré en termes de polyvalence et de performance. L'appareil est équipé d'un système de périphériques organiques à la suite de la suppression du cockpit d'origine remplacé par le système Alaya-Vijnana (阿 頼 耶 識 シ ス テ ム (ア ラ ヤ シ キ シ ス テ ム) Araya Shiki Shisutemu) du Mobile Worker de Mikazuki. Le système envoie des données de combat du Mobile Suit directement dans le cerveau de Mikazuki via ses implants rachidiens "Whisker", lui permettant de contrôler le Gundam Barbatos comme son propre corps, éliminant la nécessité d'apprendre les commandes ou les systèmes. Cependant, il est mis sous pression massive quand il pilote pour de longues périodes en raison de la quantité massive de données que son cerveau doit traiter. Ceci est atténué par la mise en œuvre du contrôle par inertie de l'utilisation des réacteurs Achab, et le poste de pilotage est placé en avant du réacteur pour profiter de ce produit. L'unité est généralement armée d'une grosse massue qui contient comme un pile bunker à son extrémité.
ASW-G-11 Gundam Gusion (ガンダム・グシオン, Gandamu Gushion)
Un autre Mobile Suit de type Gundam produit durant "la Guerre des Calamités", le Gundam Gusion est spécialisé dans l'assaut avec arme lourde. Équipé d'une épaisse armure lourde, il est très résistant au feu ennemi et est équipé de deux mitrailleuses et d'un gros marteau pour le combat.
ASW-G-66 Gundam Kimaris (ガンダム・キマリス, Gandamu Kimarisu)
Le troisième survivant des Mobile Suit de type Gundam, le Gundam Kimaris est équipé pour le combat au corps à corps. Il est équipé d'une puissante lance et de deux épées repliables.
ASW-G-01 Gundam Bael (ガンダムバエル, Gandamu Baeru)
Le premier survivant des Mobile Suit de type Gundam, le Gundam Bael est la première unité de Gundam Frame produite durant la Guerre des Calamités. L'unité est armée de deux épées jumelles dorées.
Piloté par Agnika Kaieru, le fondateur de Gjallahorn, cet appareil est resté en sommeil durant 300 ans dans le quartier général de l'organisation. Il fut tenté plusieurs fois de le réactiver mais en vain. Ces échecs étaient causés par le fait que le Bael ne peut être piloté sans interface Alaya-Vijnana, bannie depuis par le Gjallahorn.

### Tekkadan/Chryse Guard Security
TK-53 CGS Mobile Worker (モビルワーカー, Mobiru Wākā)
Le Mobile Worker de bataille de la CGS. Bien qu'il soit une unité de combat commune et polyvalente, il est tout sauf utile contre les Mobile Suits modernes bien plus puissants et rapides. Beaucoup de Mobile Worker de la CGS sont équipés du système Alaya-Vijnana, qui dispose d'un câble qui peut se connecter aux implants rachidiens "Whisker", permettant au pilote une augmentation du temps de réaction et de la conscience spatiale en se nourrissant de données de combat directement du cerveau du pilote ; cela atténue la nécessité d'une formation approfondie ou d'alphabétisation.
Graze Custom (グレイズ改, Gureizu Kai)
Un Mobile Suit de type Graze reconstruit par la CGS des restes de la première bataille avec Gjallarhorn il est lourdement customisé pour l'usage d'Akihiro.
Isaribi (イサリビ)
Un vaisseau de combat spatial commandé par Tekkadan. Il est précédemment connu comme le Will-O'-the-Wisp (ウィルオー・ザ・ウィスプ, Uiruō za Uisupu) sous la direction de la CGS.

### Gjallarhorn
EB-06 Graze (グレイズ, Gureizu)
Le Graze est un Mobile Suit produit en série pour l'usage des forces armées de Gjallarhorn. Le Graze est spécialement conçu pour la polyvalence et la facilité d'utilisation. Tout comme le MS-06 Zaku II de la série originale de Mobile Suit Gundam, le Graze est généralement peint en vert et est une unité de type standard, les unités de commandement sont équipées d'une antenne sur la tête.
EB-05S Schwalbe Graze (シュヴァルベ・グレイズ, Shuvarube Gureizu)
Un Graze personnalisé piloté par McGillis Fareed et Gaelio Bauduin, respectivement de couleur bleu et violet. Le Schwalbe Graze est une variante personnalisée du prototype du l'EB-06 Graze produit en masse, équipé de boosters à haut rendement pour une poussée accrue en contrepartie cette unité requiert le talent de pilote ultra qualifiés pour son pilotage. L'unité de Gaelio Bauduin est équipée d'une lance spéciale, montée sur le bras droit. Les deux appareils sont équipés de griffes sur le bras gauche qui peut se détacher et se guider par le biais de câble, pouvant alors être utilisées pour piéger les ennemis.
EB-08 REGINLAZE (レギンレイズ)
Une machine peut distribué , qui a pour objectif de venir remplacer le graze sur le long terme. Le Mobile Suit étant plus rapide et plus robuste que le graze est également plus couteux en production et présente moins de possibilité de customisation. Cela fait que le mobile suit n'est pas adapté pour toutes les missions et est généralement destiné au AS (comme julieta) ou au pilote de famille riche ( comme   l'héritier de la famille iok). On peut également l'apercevoir dans les forces spécial de Gjallarhorn.

### Teiwaz
STH-05 Hyakuri (百里)
Un Mobile Suit haute mobilité hybride-chasseur, il peut voler à une vitesse élevée dans l'espace. Il peut également utiliser une paire de bras cachés lorsque cela est nécessaire. Il est armé de deux canons d'épaule.
STH-14S Hyakuren (百錬)
C'est le principal modèle de Mobile Suit de Teiwaz, tandis que la plupart sont de couleur bleu, la variante d'Amida a été peint en rose. Il est armé d'un sabre et d'un fusil.

## Annonce
La série a été révélée par Sunrise avec un site teaser pour la série avec dessus un décompteur prenant fin le 15 juillet 2015. À ce moment la série est uniquement connue sous le nom de G-Tekketsu, les détails furent délivrés au compte-goutte. Pour avoir les révélations complètes, il a fallu attendre une conférence commune de Sunrise et de Bandai. Après le dévoilement officiel de la série, Sunrise prévoit une nouvelle vague de marchandises pour la série, y compris les kits Gunpla et jeux vidéo associés. Une deuxième vidéo promotionnelle a ensuite été révélée, confirmant les doubleurs pour les personnages principaux de la série. La série est prévue en 25 épisodes.

## Anime
La première diffusion au Japon de Mobile Suit Gundam: Iron-Blooded Orphans a été réalisée sur les chaînes MBS et TBS le samedi 5 octobre 2015 à 17h00 (heure locale), remplaçant The Heroic Legend of Arslan sur son créneau initial de diffusion. Sunrise annonce que la série est retransmise dans le monde entier avec YouTube via les chaînes Gundam.Info, Funimation Channel, Hulu, Crunchyroll et Daisuki,. Le 9 octobre 2015, Sunrise annonce au New York Comic Con que l'anime bénéficiera d'un sous-titrage anglais par Bang Zoom! Entertainment.
Bandai Visual sort les premières éditions de Blu-ray et DVD pour le 24 décembre 2015, qui contiendra un code pour le jeu Mobile Suit Gundam Extreme Vs. Force sur PlayStation Vita permettant obtenir le Gundam Barbatos.

### Épisodes
| No | Titre de l’épisode en français | Titre original de l’épisode          | Date de 1re diffusion |
| -- | ------------------------------ | ------------------------------------ | --------------------- |
| 1  | Iron and Blood                 | 鉄と血と Tetsu to chi to             | 4 octobre 2015        |
| 2  | Barbatos                       | Barbatos                             | 11 octobre 2015       |
| 3  | Glorieux sacrifice             | 散華 Sange                           | 18 octobre 2015       |
| 4  | Le coût de la vie              | 命の値段 Inochi no nedan             | 25 octobre 2015       |
| 5  | Beyond the Red Sky             | 赤い空の向こう Akai sora no mukō     | 1er novembre 2015     |
| 6  | Quant à eux                    | 彼等について Karera ni tsuite        | 8 novembre 2015       |
| 7  | Pêche à la baleine             | いさなとり Isanatori                 | 15 novembre 2015      |
| 8  | Une forme de proximité         | 寄り添うかたち Yorisō Katachi        | 22 novembre 2015      |
| 9  | Sakazuki                       | 盃 Sakazuki                          | 29 novembre 2015      |
| 10 | Une lettre de demain           | 明日からの手紙 Ashita Kara no Tegami | 6 décembre 2015       |
| 11 | Débris humains                 | ヒューマンデブリ Hyūman Deburi       | 13 décembre 2015      |
| 12 | Les Récifs                     | 暗礁 Anshō                           | 20 décembre 2015      |
| 13 | Rites funéraires               | 葬送 Sōsō                            | 28 décembre 2015      |
| 14 | Vaisseau de l'espoir           | 希望を運ぶ船 Kibō o Hakobu Fune      | 10 janvier 2016       |

### Musique
La bande son est composée par Masaru Yokoyama, qui a précédemment réalisé celles de Nobunaga The Fool et Freezing. La musique du générique de début de la série s'intitule Raise your flag (Levez votre drapeau), interprétée par le groupe Man with a Mission ; la musique du générique de fin Orphans no Namida (オルフェンズの涙, Orufenzu no Namida), est interprétée par Misia.

## Manga
Une adaptation manga par Kazuma Isobe commencera sa sérialisation dans le Gundam Ace de décembre 2015.

## Produits dérivés

### Figurines
Comme pour toutes nouvelles sorties d'une série Gundam, les nouvelles unités de combats de celles-ci se retrouveront dans le catalogue de figurines et maquettes (Gunpla) de Bandai. Des modèles High Grade et 1/100 du Gundam Barbatos, ont été dévoilés lors de la conférence de presse et sont tous prévus pour une sortie à l'automne 2015, aux côtés des versions standards et commandant du Graze (en High Grade) et des packs d'arme pour le Gundam Barbatos. Une version NXEDGE (SD) du Gundam Barbatos a également été révélé.

### Jeu vidéo
Le Gundam Barbatos est disponible comme personnage téléchargeable supplémentaire dans le jeu Mobile Suit Gundam Extreme Vs Force sur PlayStation Vita.